# Lampa Döbereinera

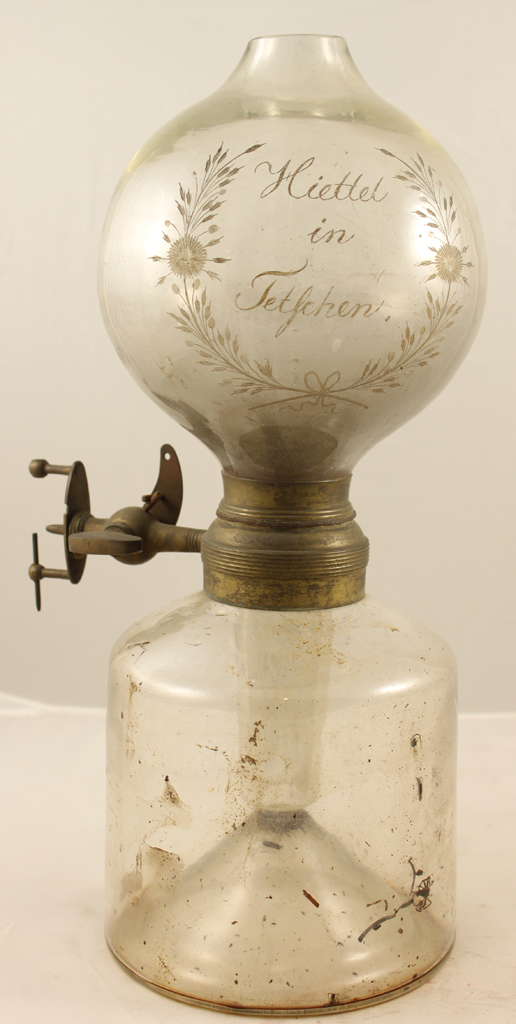
Lampa Döbereinera

Lampa Döbereinera – rodzaj zapalniczki, wynalezionej przez niemieckiego chemika Johanna Wolfganga Döbereinera w 1823 r, w której płomień powstaje na skutek samozapłonu gazowego wodoru w kontakcie z powietrzem i katalizatorem platynowym.

## Konstrukcja
Zapalniczka ta składa się z naczynia, w którym znajduje się stężony roztwór kwasu siarkowego. W kwasie tym zanurzony jest walec wykonany z cynku. Cynk reaguje spontanicznie z kwasem, w wyniku czego wytwarzany jest gazowy wodór:
Zn + H2SO4 → ZnSO4 + H2
Wodór zbiera się w szklanej dyszy wypierając z niej kwas. Kiedy poziom kwasu w dyszy obniży się poniżej dolnej krawędzi cynkowego walca przerwaniu ulega reakcja cynku z kwasem. Przestaje wydzielać się wodór. Po otwarciu zaworu jego strumień jest kierowany przez otwór na gąbczastą postać platyny. W wyniku kontaktu wodoru z tlenem atmosferycznym następuje katalizowany platyną samozapłon, a następnie wodór spala się równomiernym płomieniem:
2 H2 + O2 → 2 H2O
Wbrew nazwie, urządzenie to ma raczej charakter zapalniczki niż lampy, gdyż spontanicznie powstający płomień pali się stosunkowo krótko, aż do wyrównania ciśnienia wodoru wewnątrz naczynia z ciśnieniem atmosferycznym. Poziom kwasu w dyszy znów jest wysoki, cynkowy walec jest zanurzony w kwasie.  Po zamknięciu zaworu ciśnienie wodoru w dyszy wzrasta. Poziom kwasu w dyszy znów się obniża. Po kilku minutach wodór osiągnął swą maksymalną objętość, walec cynowy nie ma kontaktu z kwasem i można ponownie uzyskać płomień.

## Historia wynalazku
27 lipca 1823 roku Johann Wolfgang Döbereiner, 43-letni profesor chemii uniwersytetu w Jenie, stwierdził niezwykle szybkie spalanie wodoru w obecności platyny. O swoim odkryciu w ciągu tygodnia poinformował pięciu redaktorów czasopism i Goethego. 3 sierpnia tego roku uzupełnił to odkrycie naukowe skonstruowaniem zapalniczki opartej na samozapłonie wodoru w obecności gąbczastej platyny przez co skonstruował zapalniczkę.
Miesiąc później odkrycia Döbereinera zostały opublikowane w Journal für Chemie und Physik, Annalen der Physik, Neues Journal der Farmacie, Isis i w genewskim czasopiśmie Bibliotheque Universelle. W sierpniu Kastner opisał je w liście wysłanym z Erlangen do przebywającego w Paryżu Liebiga, który za radą Humboldta zawiadomił Thenarda, a ten 26 sierpnia przedstawił odkrycie w Niemieckiej Akademii Nauk. 
Dalsze doświadczenia Thenarda i Piotra Dulonga, zreferowane 15 września w Akademii skłoniły Hatchette'a do zawiadomienia Michaela Faradaya w Londynie. Faraday rozpoczął własne doświadczenia i w październiku przedstawił je w londyńskim Journal of Science and Arts. W tym samym miesiącu, to jest w październiku, Döbereiner opublikował monografię poświęconą badanemu problemowi, a Philosophical Magazine zamieścił angielskie przekłady prac Döbereinera, Thenarda i Dulonga.